# Printemps, avril carillonne
Chansons représentant la France au Concours Eurovision de la chanson
Tom Pillibi
(1960) Un premier amour
(1962)
Printemps, avril carillonne, est une chanson interprétée par le chanteur français Jean-Paul Mauric et dirigée par Franck Pourcel pour représenter la France au Concours Eurovision de la chanson de 1961 qui se déroulait à Cannes. 
Elle est intégralement interprétée en français, langue nationale, comme le veut la coutume avant 1966.
La chanson était passée neuvième du concours, après Lale Andersen qui représentait l'Allemagne avec Einmal sehen wir uns wieder et avant Franca di Rienzo qui représentait la Suisse avec Nous aurons demain. À l'issue du vote, elle a obtenu 13 points, se classant quatrième sur seize chansons.
La chanson suivante qui représentait la France était Un premier amour, interprétée par Isabelle Aubret.